# Spallation Neutron Source

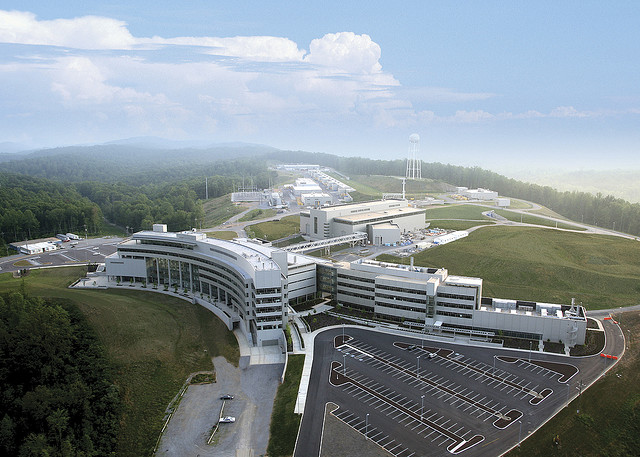
Der Gebäudekomplex der Spallation Neutron Source

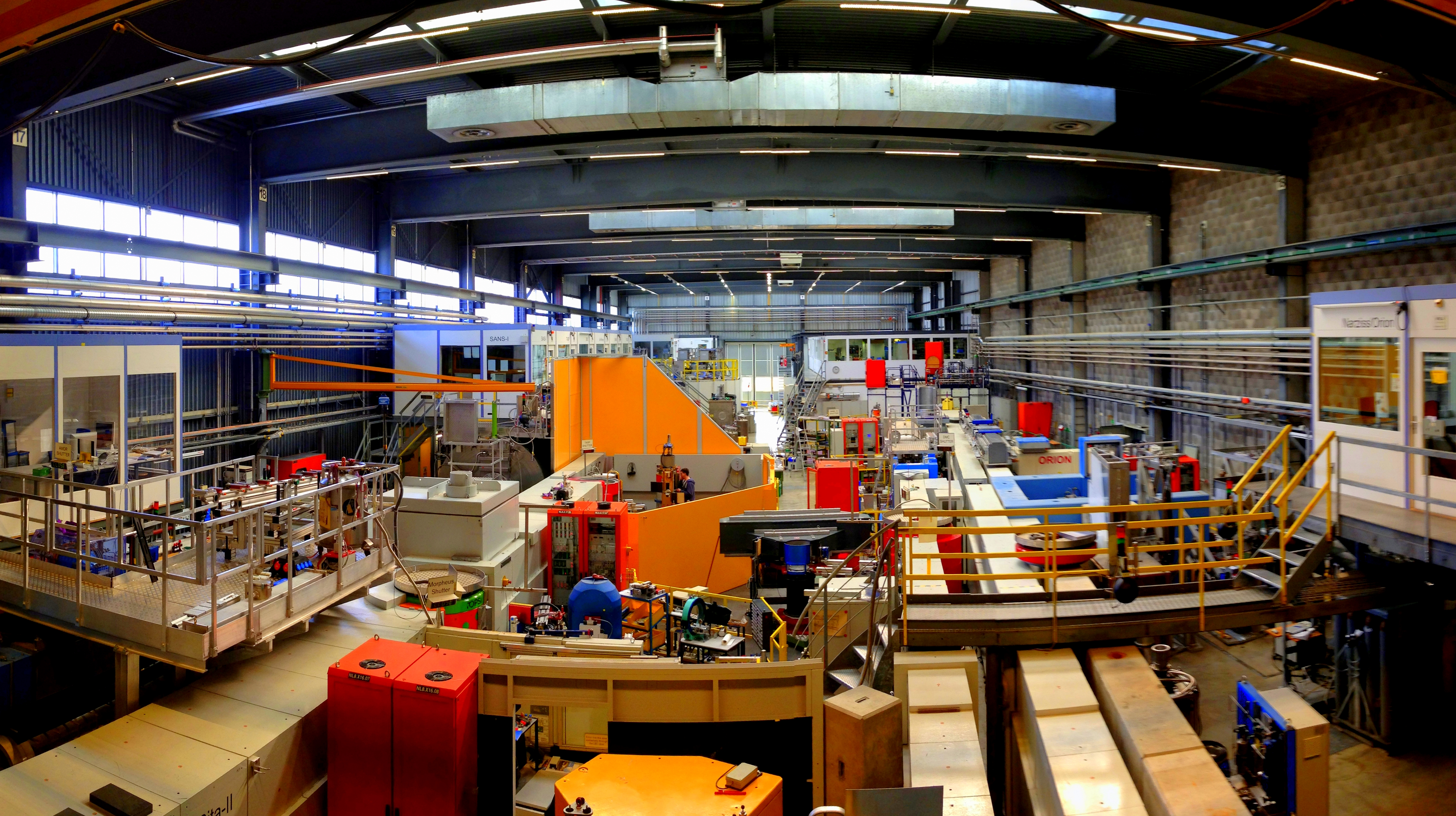
Experimentierhalle mit Messinstrumenten an der Spallation Neutron Source

Die Spallation Neutron Source (kurz SNS) ist eine nationale Großforschungseinrichtung am Oak Ridge National Laboratory im US-Bundesstaat Tennessee, an der mithilfe von stark gepulsten Neutronenstrahlen wissenschaftliche Experimente in der Materialforschung, den Ingenieurwissenschaften, der Biologie und der Kern- und Elementarteilchenphysik durchgeführt werden. An der SNS werden etwa 20 Messinstrumente betrieben.

## Geschichte

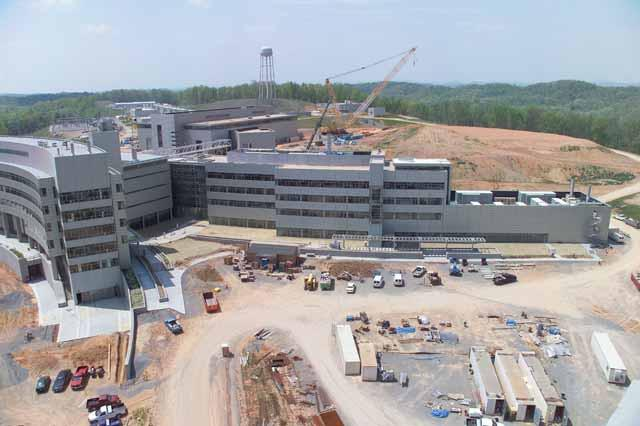
Bau der Spallation Neutron Source

Die SNS wurde durch ein Konsortium von sechs Laboratorien des US Department of Energy entworfen und gebaut: den Argonne, Brookhaven, Lawrence Berkeley, Los Alamos, Jefferson und Oak Ridge National Laboratories. Die Neutronenquelle wurde 2006 fertig gestellt, und die ersten Messinstrumente waren im Jahr 2007 verfügbar. Die Gesamtkosten betrugen 1,4 Milliarden US-Dollar.

## Funktionsweise

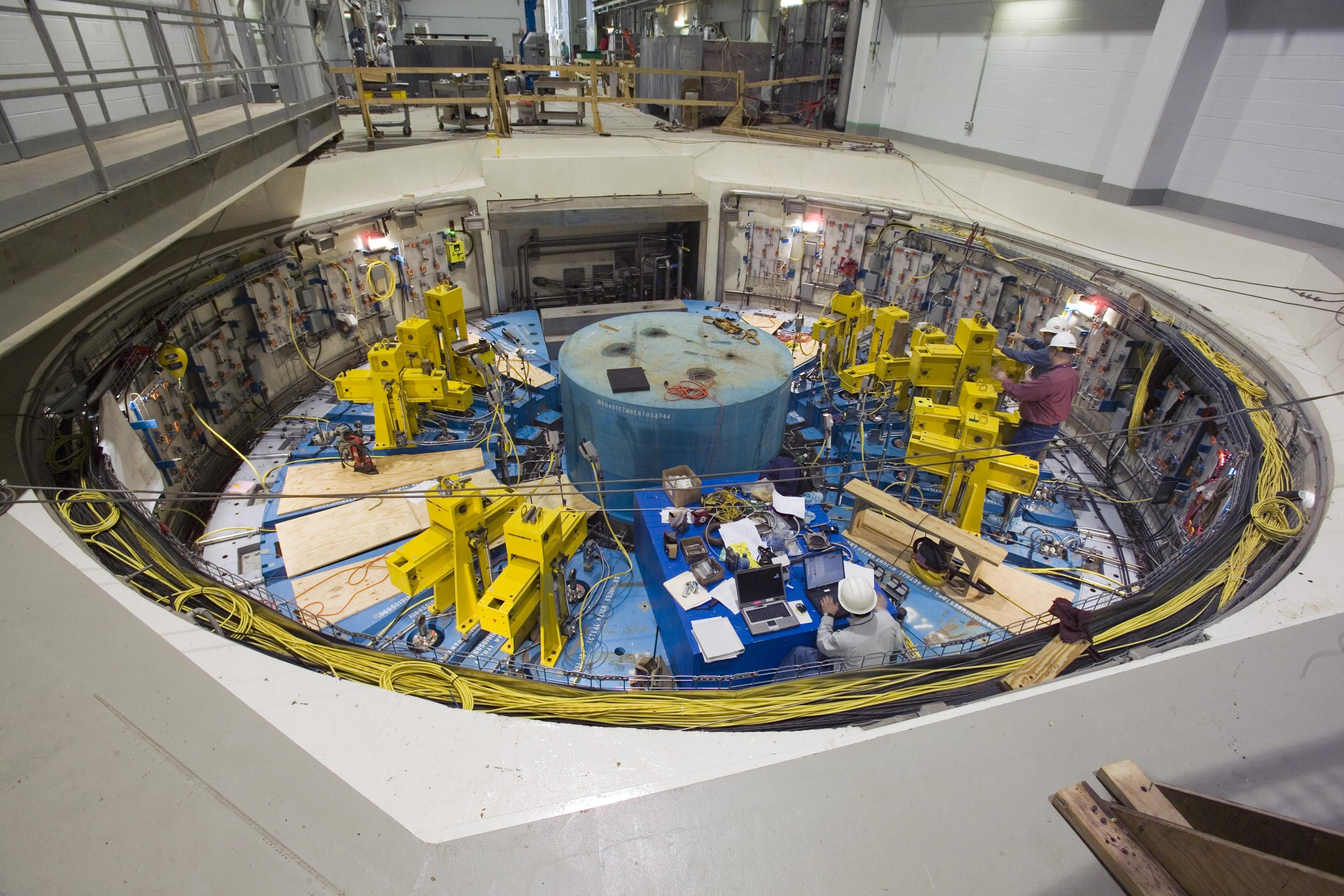
Target der Spallation Neutron Source

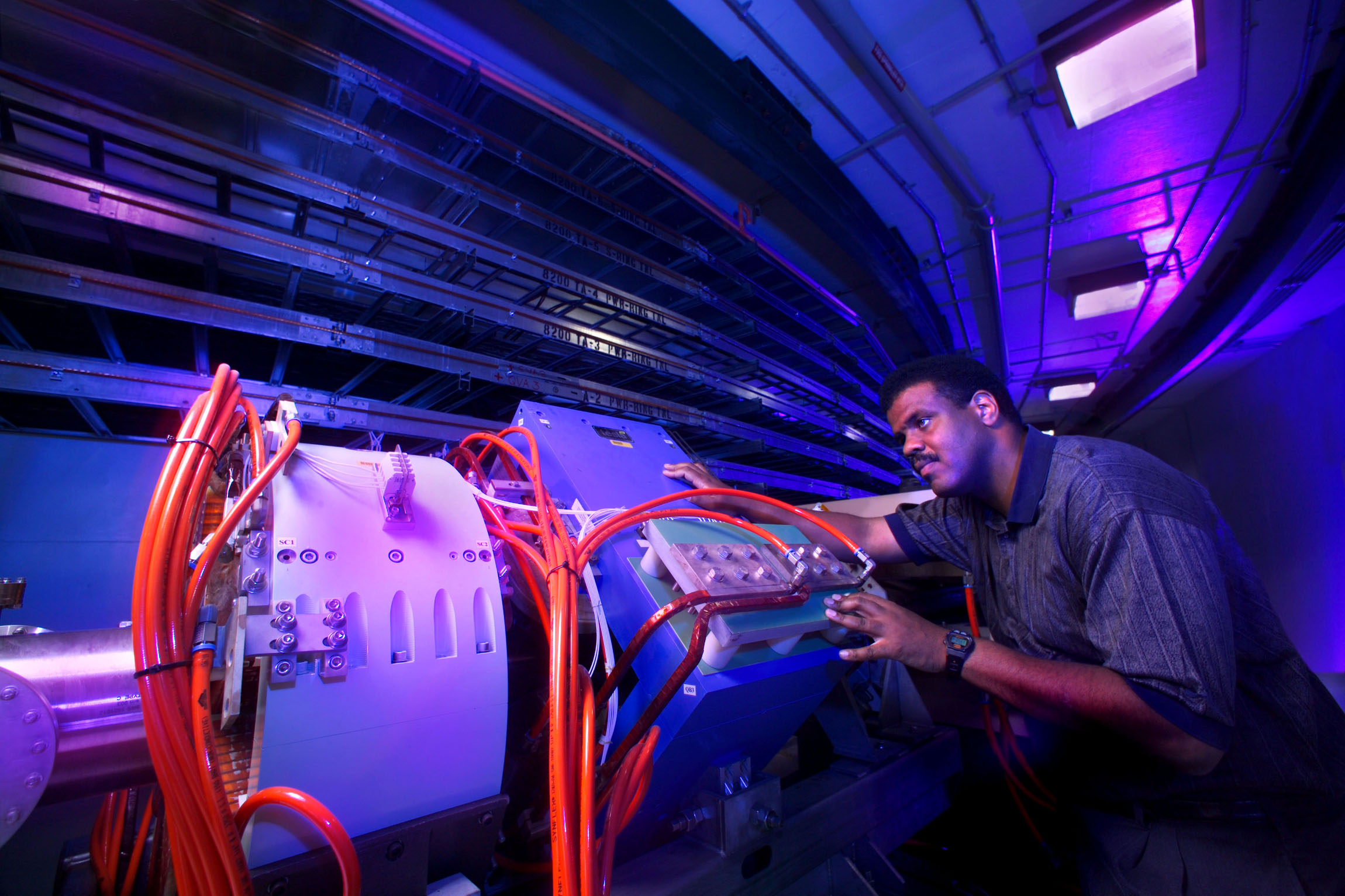
Protonenspeicherring der Spallation Neutron Source

Die SNS ist eine Spallations-Neutronenquelle, in der Protonen mit einer Pulsfrequenz von 60 Hz auf ein Target aus flüssigem Quecksilber (Hg) treffen. Zunächst werden dazu von einer Ionenquelle negativ geladene Wasserstoffionen (H−) emittiert. In einem Linearbeschleuniger, dessen zentraler Teil supraleitende Nb-Kavitäten nutzt, werden die H−-Ionen dann auf 1 GeV beschleunigt. In einer Diamant-Membran werden die Elektronen von den H− Ionen entfernt, so dass ein gepulster Protonenstrahl entsteht, der in einen Speicherring eingespeist wird. Protonen-Pulse werden aus dem Speicherring extrahiert und treffen auf das Hg-Target. Die durch die Protonen im Target erzeugte Wärme wird durch einen Kühlkreislauf abgeführt. Im Target entstehen durch eine Spallations-Reaktion schnelle Neutronen, die für Zwecke der Neutronenstreuung abgebremst werden müssen. Das geschieht entweder in einem Wasser-Moderator, der thermische Neutronen liefert, oder in einem Moderator aus flüssigem Wasserstoff bei einer Temperatur von 20 K, der kalte Neutronen produziert.

## Messinstrumente
Die SNS betreibt zurzeit 20 Messinstrumente, die ein breites Spektrum wissenschaftlicher Untersuchungen ermöglichen. Die Messzeit an diesen Instrumenten wird durch ein kompetitives Auswahlverfahren vergeben. Im Jahr 2017 führten 764 externe Wissenschaftler Experimente an der SNS durch.
Unter den Messinstrumenten an der SNS befinden sich mehrere Flugzeit-Spektrometer zur Spektroskopie dynamischer Prozesse in Festkörpern und Fluiden (ARCS, SEQUOIA, VISION, CNCS). Ein weiteres Spektrometer (HYSPEC) verwendet eine Kombination von Flugzeit- und Dreiachsen-Spektroskopie zur Untersuchung von Gitterschwingungen und magnetischen Anregungen in Festkörpern. Für hochauflösende Untersuchungen niederenergetischer Prozesse in Polymeren und Makromolekülen stehen ein Spin-Echo-Spektrometer (NSE) sowie ein Rückstreu-Spektrometer (BASIS) zur Verfügung. Zwei Reflektometer (LIQREF und MAGREF) ermöglichen Experimente an Grenzflächen in Flüssigkeiten und Polymeren bzw. magnetischen Schichtsystemen. Ein Pulver-Diffraktometer (POWGEN) und ein Einkristall-Diffraktometer (TOPAZ) dienen zur Bestimmung der Gitterstruktur und magnetischen Struktur von Festkörpern. Weitere Diffraktometer sind ausgerichtet auf Strukturuntersuchungen von Makromolekülen (MANDI), Messungen diffuser Streuung zur Untersuchung von Fehlordnung in kristallinen Materialien (CORELLI), Strukturuntersuchungen unter Hochdruck (SNAP), die Struktur von Flüssigkeiten, Gläsern und nanokristallinen Materialien (NOMAD) sowie die Strukturuntersuchungen in den Ingenieurwissenschaften (VULCAN). Zwei Kleinwinkel-Streuinstrumente (USANS und EQ-SANS) stehen für die Untersuchung großskaliger Strukturen in den Material- und Umweltwissenschaften zur Verfügung. Außerdem ermöglicht die „Fundamental Neutron Physics Beam Line“ (FNPB) Experimente zur Untersuchung fundamentaler Eigenschaften des Neutrons. An dem noch im Bau befindlichen „Versatile Neutron Imaging Instrument“ (VENUS) sollen Experimente zur Bildgebung für die Material-, Ingenieur- und Umweltwissenschaften durchgeführt werden.